# Kraemeriidae
Kraemeriidae är en familj av fiskar. Kraemeriidae ingår i ordningen abborrartade fiskar (Perciformes). Enligt Catalogue of Life omfattar familjen Kraemeriidae 9 arter.
Arterna förekommer i Indiska oceanen och Stilla havet samt i angränsande flodmynningar och floder. De har en långsträckt kropp och saknar fjäll. Flera familjemedlemmar gräver sig när i grunden och har bara huvudet utanför. Maximallängden är cirka 6 cm.
Släkten enligt Catalogue of Life:
- Gobitrichinotus
- Kraemeria